# Lycium fuscum
Lycium fuscum ist eine Pflanzenart aus der Gattung der Bocksdorne (Lycium) in der Familie der Nachtschattengewächse (Solanaceae).

## Beschreibung
Lycium fuscum ist ein aufrecht wachsender, 0,5 bis 2 m hoch werdender Strauch. Seine Laubblätter sind unbehaart, 2 bis 25 mm lang und 2 bis 6 mm breit.
Die Blüten sind zwittrig und vierzählig. Der Kelch ist glockenförmig und unbehaart. Seine Kelchröhre wird 1,5 bis 2 mm lang und ist mit etwa 0,5 mm langen Kelchzipfeln besetzt. Die Krone ist röhrenförmig und gelb-grün gefärbt. Die Kronröhre erreicht eine Länge von 15 bis 23 mm, die Kronlappen werden 1,3 bis 2 mm lang. Die Staubfäden sind an den unteren 2 bis 3 mm entlang der Basis filzig behaart.
Die Frucht ist eine rote oder orange, eiförmige Beere. Sie wird 6 bis 9 mm lang und etwa 6 mm breit. Je Fruchtblatt werden sieben bis zwölf Samen gebildet.
Die Chromosomenzahl beträgt 2n = 24.

## Vorkommen
Die Art ist in Südamerika verbreitet und kommt dort in Argentinien in den Provinzen Catamarca, La Rioja, Mendoza und San Juan vor.

## Systematik
Innerhalb der Bocksdorne (Lycium) wird die Art nach phylogenetischen Untersuchungen in eine Klade mit anderen argentinischen und chilenischen Arten der Gattung gruppiert. Diese Arten sind jedoch näher mit einer Klade mit altweltlichen Arten verwandt als zu einer großen Klade mit anderen Arten vom amerikanischen Kontinent. Zu den nahe verwandten argentinischen und chilenischen Arten gehören Lycium ameghinoi, Lycium chanar, Lycium stenophyllum und Lycium minutifolium.